# Norman Mapp
J. Norman Mapp (* 1928 in Queens; † 1988 in New York City) war ein US-amerikanischer Jazzmusiker (Gesang, Komposition).

## Leben und Wirken
Mapp wuchs im Corona/East Elmhurst-Viertel von Queens auf und begann seine Musikkarriere als Sänger bei der US Army Band während des Zweiten Weltkriegs in Europa. In den späten 1950er-Jahren konzentrierte sich Mapp auf das Komponieren; u. a. schrieb er Songs, die von Mickey & Sylvia („Rock and Stroll Room“), Beverly Kenney („Your Love Is My Love“) und Dakota Staton („In the Night“) aufgenommen wurden. Sein „Blues in Bloom“ nahm Gigi Gryce für das Album Rat Race Blues (1960) auf. Weitere seiner Songs waren „Stay Away“, „I Worry 'Bout You“ und „Duck Before You Drown“, den Dinah Washington aufnahm.
Die Sängerin wurde auch seine Mentorin, nachdem sie ihn in einem Harlemer Nachtclub singen gehört hatte. Sie ermutigte ihn, weiterhin Lieder zu schreiben, als Sänger aufzutreten und half ihm, seine Karriere zu starten. 1960 nahm er zwei Plattenseiten für das Jaro-Label auf, darunter den Brook Benton Hit „Fools Rush In“, von Johnny Mercer und Rube Bloom. 1961 erschien das einzige Album, das Mapp eingespielt hat, Jazz Ain’t Nothin ’but Soul. Das Album wurde im März 1961 für Epic Records aufgenommen; in der Begleitband spielten Clark Terry, Seldon Powell, Tommy Flanagan, George Duvivier bzw. Peck Morrison und Dave Bailey.
1966 nahm Mapp die Single „Big Spender“ für Capitol  Records auf. In den 1980er-Jahren trat er noch mit dem Pianisten Bross Townsend und mit der Harlem Jazz and Blues Band auf, zu hören in den Mitschnitten von „Married This Morning“ (1981/86). 1988 traten Tommy Flanagan, Carrie Smith und Buddy Tate auf einem Benefizkonzert zugunsten des erkrankten Sängers auf.
Nach Ansicht von Marc Myers war Norman Mapp einer der besten männlichen Jazzsänger der 1960er-Jahre, der nur von Johnny Hartman übertroffen wurde.